# Imre Pozsgay
Imre Pozsgay (wym. ˈimrɛ ˈpoʒɡɒi, ur. 26 listopada 1933 w Kóny, zm. 25 marca 2016) – węgierski polityk, politolog. Poseł do parlamentu w latach 1983–1994, jeden z liderów węgierskiej transformacji ustrojowej.
W 1957 ukończył Instytut Lenina w Bacs. W tym samym roku wstąpił do Węgierskiej Socjalistycznej Partii Robotniczej (WSPR). Wiceminister kultury (1975), później minister kultury, oświaty i szkolnictwa wyższego (1976–1982). Wyrażał poglądy liberalne i reformatorskie. Po odejściu wieloletniego przywódcy węgierskich komunistów Jánosa Kádára uzyskał duże wpływy w partii i stojąc na czele skrzydła reformatorskiego, przeprowadził proces odgórnej (tj. zainicjowanej przez samą przez partię komunistyczną) transformacji ustrojowej. Dla swych działań Pozsgay uzyskał akceptację prowadzącego podobną politykę przywódcy ZSRR Michaiła Gorbaczowa. Wkrótce Węgierska Socjalistyczna Partia Robotnicza zaczęła de facto samolikwidację, usuwając z konstytucji, charakterystyczny dla uzależnionych od ZSRR państw, zapis o swojej kierowniczej roli w państwie, co doprowadziło praktycznie do rezygnacji z wszechwładzy. Węgierska Socjalistyczna Partia Robotnicza wyrzekła się także doktryny komunistycznej. Wkrótce usunęła też przymiotnik „robotnicza” z nazwy i przekształciła się w nową partię socjaldemokratyczną.
Za faktycznych rządów Pozsgayego wprowadzono też prawo zwoływania zebrań i stowarzyszania się oraz zrehabilitowano przywódców powstania węgierskiego. Wspólnie z Ottonem von Habsburgiem 19 sierpnia 1989 r. zorganizował Piknik Paneuropejski przy granicy z Austrią w pobliżu Sopronu inspirując tym akcję niszczenia zasieków na granicy w celu skruszenia żelaznej kurtyny. Walburga Habsburg Douglas, najmłodsza córka Ottona Habsburga, przecięła zasieki, które będąc otwarte przez 3 godziny umożliwiły przejście i emigrację około 600 Niemcom z NRD do RFN okrężną drogą.
Od 1983 do 1994 był posłem do węgierskiego parlamentu, następnie wykładowcą akademickim, w latach 1995–2000 rektorem Akademii św Władysława, ponadto w latach 1996–2001 był członkiem zarządu Światowej Federacji Węgrów. Był profesorem Uniwersytetu w Debreczynie i Uniwersytetu im. Gáspára Károliego Węgierskiego Kościoła Reformowanego.